# Berme
En Berme er et vandret stykke eller afsats på en dæmning, vold eller skråning. Den opdeler skråningen i to eller flere afsnit. Bermen skal opfange jord, der styrter ned som følge af beskydning. Derved modvirkes at voldgraven fyldes op.